# Nguyễn Khải Hoàn
 (novembre 2023).
La mise en forme du texte ne suit pas les recommandations de Wikipédia : il faut le « wikifier ».
Les points d'amélioration suivants sont les cas les plus fréquents :
- Les titres sont pré-formatés par le logiciel. Ils ne sont ni en capitales, ni en gras.
- Le texte ne doit pas être écrit en capitales (les noms de famille non plus), ni en gras, ni en italique, ni en « petit »…
- Le gras n'est utilisé que pour surligner le titre de l'article dans l'introduction, une seule fois.
- L'italique est rarement utilisé : mots en langue étrangère, titres d'œuvres, noms de bateaux, etc.
- Les citations ne sont pas en italique mais en corps de texte normal. Elles sont entourées par des guillemets français : « et ».
- Les listes à puces sont à éviter, des paragraphes rédigés étant largement préférés. Les tableaux sont à réserver à la présentation de données structurées (résultats, etc.).
- Les appels de note de bas de page (petits chiffres en exposant, introduits par l'outil «  Source ») sont à placer entre la fin de phrase et le point final[comme ça].
- Les liens internes (vers d'autres articles de Wikipédia) sont à choisir avec parcimonie. Créez des liens vers des articles approfondissant le sujet. Les termes génériques sans rapport avec le sujet sont à éviter, ainsi que les répétitions de liens vers un même terme.
- Les liens externes sont à placer uniquement dans une section « Liens externes », à la fin de l'article. Ces liens sont à choisir avec parcimonie suivant les règles définies. Si un lien sert de source à l'article, son insertion dans le texte est à faire par les notes de bas de page.
- La présentation des références doit suivre les conventions bibliographiques. Il est recommandé d'utiliser les modèles {{Ouvrage}}, {{Chapitre}}, {{Article}}, {{Lien web}} et/ou {{Bibliographie}}. Le mode d'édition visuel peut mettre en forme automatiquement les références.
- Insérer une infobox (cadre d'informations à droite) n'est pas obligatoire pour parachever la mise en page.

Pour une aide détaillée, merci de consulter Aide:Wikification.
Si vous pensez que ces points ont été résolus, vous pouvez retirer ce bandeau et améliorer la mise en forme d'un autre article.
 (novembre 2023).
Nguyễn Khải Hoàn, né le 03 janvier 1975, est un homme d’affaires, investisseur immobilier, activiste progressiste et philanthrope vietnamien. Il est le fondateur et Président du Conseil d’Administration du Groupe de Khai Hoan et Société par action du Groupe de Khai Hoan Land, et a lancé le projet « Bibliothèque Khai Hoan ». Il a non seulement jeté les bases de la Marque Khai Hoan sur le marché, mais il est considéré comme l’entrepreneur immobilier vietnamien, pionnier dans l’introduction de la « culture de la lecture » comme fondement du développement dans sa propre entreprise,. En outre, il est également connu pour de nombreux projets à forte valeur culturelle et patriotique au service de la communauté et de la société,.

## Biographie
Nguyên Khai Hoan est issu d’une famille ayant la tradition en matière de culture et d’arts. Son père est l’écrivain Nguyễn Khải – une grande figure de la littérature vietnamienne au XXe siècle. Nguyen Khai Hoan a précédemment planifié d’inviter des écrivains renommés du pays à faire partie du jury d’un prix littéraire portant le nom de son père.

## Carrière
Nguyen Khai Hoan est né et a grandi au sein d’une famille imprégnée de traditions culturelles et artistiques, cependant, mais il s’est tourné vers le carrière dans les affaires. Il est entré dans le secteur immobilier dès jeune âge, à peine sorti de l’adolescence.
En 2009, il a fondé Société par action immobilière Khai Hoan Land, axée sur l’invertissement, le développement et le courtage immobilier à Ho Chi Minh Ville et dans les provinces voisines,. La société dispose un capital social de plus de 4 431 milliards de dongs (en mai 2022), composant 5 actionnaires fondateurs, dont Nguyen Khai Hoan, le président du groupe, détient 30,61% du capital social, et Mme Tran Thi Thu Hien, détient 213,68% du capital social,.
Chez Khai Hoan Land, il accorde une grande importance à la création et au développement "culture de la lecture" qui constitue la clé du succès de cette entreprise,.
De plus, Nguyên Khai Hoan a également lancé le projet communautaire appelé « Bibliothèque Khai Hoan » avec une série de bibliothèques qui ont été mis en œuvre dans les nombreuses localités du pays, en particulier dans les écoles des zones défavorisées.

### Développement de la culture de la lecture
Héritant des valeurs humanistes, en particulier la passion pour les livres de sa famille, Nguyen Khai Hoan a maintenu l’habitude de la lecture pendant de nombreuses années. Il consacre le temps à lire au moins un livre par semaine, malgré son emploi du temps chargé. Il partage régulièrement des livres intéressants ou des connaissances tirées de ses lectures avec sa famille, ses amis ainsi qu’avec l’ensemble de ses employés au sein de son entreprise. La « culture de la lecture » à Khai Hoan Land a été construite et développée de manière durable sur une longue période et est devenue l’une des valeurs fondamentales et la base du développement de la culture d’entreprise,.
Les livres et la connaissance sont toujours présent dans les cours de formation, événements d’honneur et de remise des prix, et constituent également le cadeau indispensable dans les programmes de bénévolat…
Khai Hoan Land est une entreprise vietnamienne pionnière dans la construction de la culture d'entreprise axée sur la "culture de la lecture", tout en inspirant, en connectant et en diffusant les connaissances auprès de la communauté, en particulier des jeunes,.

## Diverses activités

### À la télévision
Nguyên Khai Hoan est apparu dans une émission de téléréalité intitulée "un bon individu, pas seulement un jour" réalisée par HTV9 et diffusée dans le cadre du programme Magazine culturel et artistique. L'émission a abordé une histoire inspirante concernant la pensée créative, l’innovation, le désir de vivre de manière positive, et le souhait de propager des valeurs humanistes à la communauté et à la société.

### Projets liés aux livres et à la connaissance
"Banc en pierre de citations" est un projet communautaire très spécial de Nguyen Khai Hoan, soutenu et accompagné par plusieurs organisations respectées. Des milliers de bancs en pierre de citations ont été placées dans les parcs et les espaces publics de la ville. Selon lui, chaque citation transmise aux générations futures est le résultat d’un processus de synthèse de la sagesse et de l’âme de l’humanité. Ces citations ont un effet apaisant sur l'esprit, renforcent l'espoir, la confiance dans la vie à tout le monde,.
Afin de promouvoir la lecture et d’encourager l’amélioration de l'esprit de lecture, il a lancé le projet « Bibliothèque Khai Hoan », visant à diffuser largement la culture de la lecture dans la communauté, tout en contribuant au développement culturel et éducatif du Vietnam.
Nguyên Khai Hoan a également mis en place des plans pour construire et faire don d’une série de bibliothèques dans les localités éloignées. Selon sa perspective personnelle, la valeur humaniste ne se trouve pas seulement dans les livres, mais doit être amplifiée et répandue dans la vie de tous, dans le but de transformer la culture et la société.

## Famille
Son père était le regretté écrivain Nguyễn Khải (en), qui a reçu le prix Hô Chi Minh et est l’une des figures typiques de la génération d’écrivains qui a grandi après la Révolution d’août 1945. Son épouse est la femme d’affaires Tran Thi Thu Huong, détenant actuellement 43 600 000 actions KHG, équivalent à 876,4 milliards de dongs, conformément aux données en date du 6 décembre 2021. La famille de M. Hoan réside actuellement dans le 7e Arrondissement, Hô Chi Minh-Ville.
Madame Tran Thi Thu Huong figure parmi les 200 personnes les plus riches de la bourse vietnamienne à l’heure actuelle. Quant à Nguyen Khai Hoan, il fait partie du top 100,.